# 馬拉諾河
馬拉諾河（意大利語：Marano）是歐洲的河流，流經聖馬力諾和意大利，河道全長29.6公里，平均流量每秒1.2立方米，發源自多瑪尼亞諾東南面，最終在里喬內注入亞得里亞海。